# Polisportiva Trani 1988-1989
Questa voce raccoglie le informazioni riguardanti  la Polisportiva Trani nelle competizioni ufficiali della stagione 1988-1989.

## Rosa
| N. |                   | Ruolo | Calciatore          |
| -- | ----------------- | ----- | ------------------- |
|    | Italia (bandiera) | P     | Giuseppe Alberga    |
|    | Italia (bandiera) | D     | Flavio Borsani      |
|    | Italia (bandiera) | D     | Giuseppe Brescia    |
|    | Italia (bandiera) | C     | Giampiero Cardinali |
|    | Italia (bandiera) | C     | Pino D'Angelo       |
|    | Italia (bandiera) | D     | Angelo Deruggiero   |
|    | Italia (bandiera) | P     | Nicola Dibitonto    |
|    | Italia (bandiera) | C     | Antonio Gaspari     |
|    | Italia (bandiera) | A     | Michele Gentile     |
|    | Italia (bandiera) | C     | Massimo Gerundini   |

| N. |                   | Ruolo | Calciatore           |  |
| -- | ----------------- | ----- | -------------------- |  |
|    | Italia (bandiera) | A     | Massimo Gori         |  |
|    | Italia (bandiera) | D     | Mario Guadalupi      |  |
|    | Italia (bandiera) | C     | Manuel Marini        |  |
|    | Italia (bandiera) | D     | Filomeno Mastronardi |  |
|    | Italia (bandiera) | D     | Vincenzo Moscatelli  |  |
|    | Italia (bandiera) | C     | Domenico Netti       |  |
|    | Italia (bandiera) |       | Petruzzelli          |  |
|    | Italia (bandiera) | C     | Cosimo Recchia       |  |
|    | Italia (bandiera) | C     | Mauro Valentino      |  |